# Micropsectra taiwanus
Micropsectra taiwanus är en tvåvingeart som först beskrevs av Tokunaga 1939.  Micropsectra taiwanus ingår i släktet Micropsectra och familjen fjädermyggor.
Artens utbredningsområde är Taiwan. Inga underarter finns listade i Catalogue of Life.